# Can Diumer
Can Diumer és una obra del municipi de Cardedeu (Vallès Oriental) inclosa en l'Inventari del Patrimoni Arquitectònic de Catalunya.

## Descripció
Edifici aïllat, amb planta en forma de L i coberta a dues vessants. Té un pati interior, tancat, i tot el conjunt fa una gran quadrat. El mur que tenca el pati té una coberta i una barana coronament. Hi ha un gran portal d'entrada amb la data de 1857, gravada a la pedra del coronament. Hi ha una torrassa rodona cantonera d'un tres metres de diàmetre, amb una escala de cargol a l'interior que serveix per accedir a la terrassa. Dins del pati tenim dues façanes, la frontal, plana amb portal de llinda plana i bancs de rajola ambdós costats. Al primer pis hi ha quatre balcons-finestres de llinda plana, i dues orles enmig. Al segon pis tenim tres finestres més senzilles i un balcó que distorsiona la simetria del conjunt, així com dues finestres de tipologia diversa. La façana lateral, també de planta baixa i dos pisos, és molt més senzilla i destaca el segon pis, format per una galeria oberta amb voltes de mig punt, donant-li un aire neoclàssic. Donant a l'exterior, sobresurt un gran balcó al primer pis, cosa que reforça el llenguatge neoclàssic.

## Història
En documents del segle xii es troben citats diversos Diumers, cosa que indica l'antiguitat de l'assentament. En el planell de 1777 s'hi veu dibuixada "Casa Diumer" com una típica masia dels segles XVII o XVIII, amb el molí i la bassa al costat. Les propietats dels Diumer, que havien set petites, es van estendre de tal manera que quan es va reformar la casa en profunditat, el 1857, el propietari podia anar a la parròquia de Marata a la del Fou trepitjant sempre terra de la seva propietat. Les construccions anteriors del mas Diumer, estan incloses dins les noves de 1857. A l'interior hi ha una capella en honor de Sant Josep Oriol, que passà temporades al mas els anys 1700-1702.